# Disney Platform Distribution
Disney Platform Distribution, Inc. — бизнес-подразделение компании Disney Media and Entertainment Distribution (DMED), которое управляет всеми усилиями сторонних СМИ по распространению, партнёрскому маркетингу и партнёрским бизнес-операциям для всех прямых потребительских услуг компании и линейных медиа-сетей; соглашениями о продаже контента для General Entertainment, Studios и Sports; а также глобальной дистрибуцией театральных фильмов; управлением театра Эль-Капитан и Disney Music Group.
Первоначально компания была основана в 1987 году под названием Capital Cities/ABC Video Enterprises, Inc., а затем переименована в ABC Cable and International Broadcast Group, Inc., Disney-ABC International Television, Inc. и Disney Media Distribution. 12 октября 2020 года компания была переименована в своё нынешнее название.

## Предшественники

### Buena Vista International Television
Buena Vista International Television — международное телевизионное подразделение компаний Walt Disney Television и Buena Vista Television. Она была основана в 1985 году для производства неамериканских сериалов и распространения всех библиотек, принадлежащих Disney, по всему миру.
В 1987 году Buena Vista International Television подписала трёхлетний контракт на предоставление пяти часов в неделю материалов, связанных с Disney, таких как художественные фильмы, телевизионные фильмы и сериалы. В 1988 году в MIPCOM компания заявила, что они планируют разработать до пяти платных международных кабельных каналов самостоятельно, но ни один из них не был реализован.

### ABC Pictures International, Inc.
Компания возникла ещё в 1978 году, когда American Broadcasting Companies, Inc. основала ABC Pictures International для управления продажами на международном телевизионном рынке. Она была зарегистрирована 3 января 1978 года. Эрвин Х. Эззес, бывший генеральный директор United Artists Television, подписал контракт в качестве консультанта компании.
В 1979 году ABC Pictures International запустила свое учебное подразделение ABC Learning Resources, Inc. и Донна Б. Сесса будет директором ABC Learning Resources, Inc. Позже в том же году она была объединена с ABC Video Enterprises, Inc.

### ABC Video Enterprises, Inc.
2 июля 1979 года ABC сформировала ABC Video Enterprises, Inc. для разработки и маркетинга внутреннего программирования для кабельного, платного кабеля, видеодисков, кассет и других новых форм связи, и его возглавил Герберт А. Гранат, который был вице-президентом телевизионной сети ABC. Позже в том же году ABC Pictures International была объединена с компанией.

## История

### Capital Cities/ABC Video Enterprises
Capital Cities/ABC Video Enterprises (CAVE) была зарегистрирована 27 января 1987 года, как вспомогательная производственная, видео- и дистрибьюторская компания, принадлежащая Capital Cities/ABC. В 1992 году компания запустила Capital Cities/ABC Video Publishing в качестве своей дочерней компании для выпуска видеокассет под лейблом ABC Video. В декабре 1992 года CAVE перестроила своё высшее руководство, добавив должность президента в Capital Cities/ABC Video Productions для зарубежного контроля над своими производственными подразделениями Ultra Entertainment, Hemisphere Group и Capital Cities/ABC Video Productions и привлечения Арчи С. Первис, чтобы получить эту должность. Джозеф Ю. Абрамс был назначен на место Первиса на посту президента ABC Distribution Co. Оба сообщили президенту CAVE International Джону Т. Хили.
25 июля 1993 года CAVE и DIC Animation City создали совместное производственное предприятие под названием DIC Entertainment L.P., чтобы предоставить материалы для распространения CAVE на международном рынке.

### ABC Cable and International Broadcast Group
В начале октября 1993 года CAVE стала частью недавно созданной ABC Cable and International Broadcast Group (ACIBG), выйдя из вещательной группы, чтобы напрямую подчиняться генеральному директору CC/ABC, а Херб Гранат продолжал оставаться президентом. Группа продолжала осуществлять амильза своих акций в кабельных компаниях ESPN, A&E и Lifetime, международных продажах программ, совместном производстве и интересах в услугах иностранных программ Eurosport, немецкой RTL-2, Japan Sport Network и анимационной компании DIC. 12 октября под руководством Пурвиса была создана Ambroco Media Group, Inc. для работы с зарубежными партнерами по разработке и производству программ. 21 октября Capital Cities/ABC Video Enterprises изменили свое юридическое название на Capital Cities/ABC Cable and International Broadcasting, Inc., а затем 15 декабря она снова изменилась на ABC Cable and International Broadcast, Inc.. В январе 1994 года ABC Network объявила об отставке Пурвиса и закрытии операций Ambroco.

### Disney-ABC International Television
Когда слияние Disney-CC/ABC привело к расколу Disney Television and Telecommunications в апреле 1996 года, Walt Disney Television International была переведена в Capital Cities/ABC. CC/ABC объединили международные подразделения, Walt Disney Television International и ACIBG, в Disney-ABC International Television (DAIT) в июле 1996 года. 19 октября 1999 года ABC Cable and International Broadcast Group была переименована в Disney-ABC International Television, Inc.. К февралю 1999 года DAIT начал работать под названием Buena Vista International Television.
14 мая 2007 года Buena Vista International Television была переименована в Disney-ABC International Television из-за того, что Disney отказалась от названия Buena Vista. В апреле 2008 года Азиатско-Тихоокеанский офис продлил свое многолетнее соглашение о кино с Zee Studio, индийским базовым телеканалом. В октябре 2015 года в Mipcom в Каннах Disney Media Distribution France продлила свое соглашение о кино и телевидении с Canal Plus Group, добавив права первого запуска на фильмы, в том числе от Lucasfilm и права SVOD на CanalPlay, которые вступают в силу в январе 2016 года.
С стратегической реорганизацией 14 марта 2018 года в ожидании интеграции активов 21st Century Fox была сформирована Walt Disney Direct-to-Consumer & International, а распределительные подразделения были переведены из Disney-ABC Television Group. В июле 2019 года Маринелли объявила о своей отставке, завершив 34-летний срок пребывания в компании. Дженис Маринелли, президент по глобальным продажам и распространению контента, будет отчитываться перед Майером. Disney объявила, что объединит все продажи и распространение каналов компании в одну организацию. Исполнительный вице-президент ESPN Джастин Коннолли был повышен до недавно созданной должности президента по распространению СМИ, подотчетный Майеру. Со сменой руководства в этом новом сегменте в мае 2020 года группа по распространению СМИ была переведена в Disney Media Networks.

### Disney Platform Distribution, Inc.
12 октября 2020 года генеральный директор Disney Боб Чапек объявил о стратегической реорганизации, которая создала новое подразделение компании Media and Entertainment Distribution, которое возглавляет Карим Дэниел. В соответствии с новой структурой Disney создала группу, ответственную как за распространение, так и за продажу рекламы всего своего контента, в том числе за потоковые сервисы, включая Disney+. Фактически, это делает Disney Platform Distribution ответственным за Disney–ABC Domestic Television, Walt Disney Studios Home Entertainment, Walt Disney Studios Motion Pictures и Disney Music Group.

## Ultra Entertainment, Inc
Ultra Entertainment была подразделением телевизионного производства Capital Cities/ABC Video Enterprises для кабельного, сетевого домашнего видео и зарубежных торговых точек. Ожидалось, что Ultra будет разрабатывать и производить кабельные каналы Arts & Entertainment и Lifetime, оба из которых принадлежат CAVE, а также и для других кабельных каналов.

### История
8 мая 1989 года было объявлено о создании Ultra Entertainment для производства программ для кабельного, домашнего видео и зарубежных рынков. Штат из трёх сотрудников был собран, чтобы начать работу подразделения, а Боб Рубин был исполнительным директором. Первой работой был телефильм «Death Dream», снятый для Lifetime с Dick Clark Film Group и Roni Weisberg Productions, премьера которого состоялась 25 июня 1991 года.

#### Фильмография
- Death Dream (25 июня 1991) для Lifetime с Dick Clark Film Group и Roni Weisberg Productions[29]
- Elvis and the Colonel: The Untold Story (1993) NBC с Dick Clark Film Group[30]
- Secret Sins of the Father[31]
- Spenser: Ceremony (22 июля 1993) Lifetime с Norstar Entertainment и Broadwalk Entertainment[30]

## Фильмография Ambroco Media Group
- In the Best of Families: Marriage, Pride and Madness (16 & 18 января 1994) для CBS network совместно с Dan Wigutow Productions[31]

## Библиотека

### Текущие
Компания распространяет фильмы из подразделений Disney, в том числе:
- Walt Disney Pictures
- 20th Century Studios (ранее 20th Century Fox)
  - 20th Century Animation (ранее 20th Century Fox Animation)
- Searchlight Pictures (ранее Fox Searchlight Pictures)
- Marvel Studios
- Lucasfilm
  - Lucasfilm Animation
- Pixar
- Walt Disney Animation Studios
- ESPN Films
- The Muppets Studio

Компания распространяет телевизионные программы из других подразделений Disney, в том числе:
- Disney Television Studios
  - ABC Signature (ранее ABC Studios, оригинальная ABC Signature Studios, и первая итерация Touchstone Television)
  - 20th Television (вторая итерация; ранее 20th Century Fox Television)
  - 20th Television Animation (ранее Fox Television Animation)
  - Searchlight Television
- ABC News, вместе с ежегодной премией «Оскар»
- BVS Entertainment
- Disney–ABC Domestic Television
- Disney Branded Television
  - Disney Television Animation
  - It's a Laugh Productions
- Marvel Entertainment (кроме некоторых ТВ производств)
- ESPN
- The Muppets Studio
- ABC Entertainment
  - ABC Family Worldwide
- FX Networks
- National Geographic Global Networks
- Disney+

Раньше компания распространяла фильмы и телепрограммы из бывших подразделений Disney, в том числе:
- Touchstone Pictures
- Hollywood Pictures
- Caravan Pictures
- Fox 2000 Pictures
- Disneytoon Studios
- Blue Sky Studios
- Walt Disney Television (оригинальная итерация)
- 20th Television (первая итерация)
- Touchstone Television (вторая итерация; ранее Fox 21 Television Studios)
  - Fox Lab
  - Fox Television Studios
    - Fox Television Studios International

  - Foxstar Productions
  - Fox World
  - Fox 21
- Fox Atomic
- Fox Animation Studios

DPD в настоящее время распространяет библиотеку DreamWorks 2011—2016 годов для избрания международной телевизионной аудитории.

### Бывшие
- Miramax Films (1993—2010) (библиотекой владеет Paramount Pictures)
  - Dimension Films (до 2005) (библиотекой владеет Paramount Pictures)
- DIC Entertainment (каталог после 1990 года с 1996 по 2000 год, включая новые шоу того времени) (теперь принадлежит Wildbrain)